# Joachim Bouvet
Joachim Bouvet (ur. 18 lipca 1656 w Le Mans, zm. 28 czerwca 1730 w Pekinie), znany także jako Bai Jin (chiń. 白晋) – francuski uczony, jezuita i misjonarz. Był zwolennikiem figuryzmu i jednym z pierwszych francuskich misjonarzy w Chinach. Był nauczycielem cesarza Kangxi i cieszył się dużym uznaniem na dworze chińskim. Zajmował się także kartografią i matematyką.

## Życiorys
Joachim pochodził z drobnej szlachty, jego rodzina pracowała dla sądów francuskich. Matka pochodziła z domu la Briere. Miał dwóch braci i dwie siostry, z których jedna została mniszką. Niewiele wiadomo o wczesnych losach Bouveta. W 1673 roku przystąpił do zakonu Jezuitów i w związku z tym rozpoczął naukę w kolegium Henryka IV. Zainteresował się wówczas fizyką i matematyką. Po zakończeniu dwuletniego okresu nowicjatu Bouvet rozpoczął naukę retoryki i filozofii, nie zaniedbywał jednak nauk ścisłych. W 1680 roku został nauczycielem w Quimper. Gdy jednak zachorował, został przeniesiony do Bourges. Tam zainteresował się misjami chrześcijańskimi w Chinach. Jakiś czas później przeniósł się do kolegium Ludwika Wielkiego, gdzie przez trzy lata studiował teologię, dzięki czemu mógł otrzymać święcenia kapłańskie, co nastąpiło w 1685 roku. W tym samym roku Bouvet zgodził się na udział w misji do Chin. Wyprawa ta nie miała tylko charakteru religijnego. Bouvet i jego towarzysze otrzymali też zadanie od francuskiej Akademii Nauk, z którą współpracowali. Mieli dokonać obserwacji astronomicznych w miejscach, w których będą przebywać, w celu ustalenia pozycji geograficznej. Wyniki swoich prac mieli później przesłać do Francji. Innym zadaniem, jakie postawiła przed nimi Akademia Nauk, było zapoznanie się z osiągnięciami azjatyckimi i zebranie o nich informacji.
Wyprawa ruszyła 3 marca 1685 roku, z Brestu w Bretanii. Był to pierwsza z podejmowanych przez Francuzów misji chrystianizacyjnych w Chinach. Działalność Bouveta miała oficjalne poparcie dworu królewskiego i samego Ludwika XIV, który widział w niej szansę na zwiększenie wpływów francuskich na Wschodzie, dotychczas zdominowanym przez Portugalczyków. Towarzyszami Bouveta byli tak zwani Matematycy Królewscy: Jean de Fontaney, Guy Tachard, Louis Le Comte, Claude de Visdelou i Jean-François Gerbillon. Po krótkim pobycie w Syjamie, gdzie został Tachard, Francuzi wylądowali w Ningbo, omijając faktorie portugalskie, 23 lipca 1687 roku. Goście zostali szybko odstawieni do stolicy, gdzie stanęli przed obliczem władz. Zezwolono im na działalność, a Bouvet i Gerbillon zostali nawet na dworze, gdzie zajmowali się między innymi nauczaniem cesarza Kangxi, zainteresowanego europejskimi osiągnięciami. W 1693 roku Bouvet powrócił do Europy jako poseł cesarza chińskiego z zadaniem ściągnięcia na Wschód uczonych francuskich. Władca chiński planował bowiem utworzenie własnej "Akademii Nauk". Poza tym Bouvet otrzymał 49 chińskich zwojów, które miał przekazać królowi.Po czterech latach podróży Bouvet ponownie dotarł do Francji. Spotkał się tutaj z królem, który ofiarował mu znaczną sumę pieniędzy na misję. Nawiązał również kontakt z kilkoma uczonymi europejskimi, na przykład z Leibnizem, z którym od tego czasu zaczął korespondować. Zebrał również wykształconych jezuitów i 6 marca 1698 roku wyruszył z La Rochelle w kolejna podróż do Chin. Tym razem jego towarzyszami byli Charles Dolze, Louis Pernon, Jean-Charles-Étienne de Brois-sia, Joseph-Henri de Prémare, Jean-Baptiste Régis, Dominique Parrenin, Philibert Geneix, Charles de Belleville oraz malarz Giovanni Gherardini, który nie był zakonnikiem.
Zaraz po powrocie do Chin Bouvet został mianowany nauczycielem syna cesarza, księcia Yunrenga. Mniej więcej w tym samym czasie Bouvet zaczął pracować nad Księgą Przemian, która jego zdaniem była dowodem na związki starych, chińskich systemów religijno-filozoficznych z chrześcijaństwem. Uważał, że nawracanie Chińczyków na katolicyzm nie niesie ze sobą konieczności odrywania ich od ich własnych tradycji, gdyż są w niej obecne liczne elementy chrześcijańskie. Jego zdaniem starożytne chińskie teksty opisują te same wydarzenia co Biblia, a różnice wynikają tylko z tego, że były pisane z perspektywy odmiennej kultury. Bouvet starał się więc reinterpretować je w duchu chrześcijańskim. Na przykład legendarny cesarz Fuxi, któremu przypisuje się autorstwo Księgi Przemian, został utożsamiony z biblijnym Henochem. Bouvet uważał, że z uwagi na odmienną kulturę i historię, Chińczycy nie są w stanie sami poprawnie odczytywać tych tekstów i bez pomocy z zewnątrz ich interpretacje i zapisy będą zniekształcone. Jego prace dały początek poglądowi zwanemu figuryzmem, który był bardzo popularny wśród misjonarzy jezuickich działających na terenie Chin XVII i XVIII wieku. Popularność ta brała się prawdopodobnie z faktu, iż figuryzm ułatwiał działalność misjonarzom, ich podopieczni przyjmując chrześcijaństwo nie musieli się bowiem wyrzekać własnej historii i kultury.
W toku różnych prac naukowych, dotyczących głównie matematyki i kartografii Bouvet wpadł na pomysł stworzenie własnej Akademii Apostolskiej, na wzór europejskich Akademii Nauk. Zadaniem, jakie stawiał przed tym projektem, była wspólna praca chińskich i europejskich autorów nad starożytnymi tekstami i wymiana intelektualna między Europą a Dalekim Wschodem w wielu różnych dziedzinach. Bouvet dążył również do opracowania podręcznika, dzięki któremu Chińczycy mogliby odczytywać chrześcijańskie przesłanie swoich świętych ksiąg. Aby urzeczywistnić swój plan Bouvet zaczął korespondować z wieloma uczonymi i wpływowymi osobistościami. Napisał między innymi do Leibniza, Jean-Paula Bignona (dyrektor Biblioteki Królewskiej), Pierre-Daniela Hueta (biskup Avranches, który w swoich pracach zdradzał podobne co Bouvet poglądy), Michela Le Telliera (spowiednik królewski) i papieża Klemensa XI. Oprócz tego skontaktował się z wieloma jezuitami i misjonarzami działającymi na terenie Chin. Jego poglądy i prośby o wsparcie nie spotkały się z tak ciepłym przyjęciem, na jakie liczył. Wobec tego musiał radzić sobie inaczej. Od 1707 roku zaczął zbierać wokół siebie popierających go jezuitów, spośród których najwybitniejsi byli: Joseph-Henry de Prémare, Jean-François Foucquet i Jean-Alexis de Gollet. Wspólnie zaczęli tworzyć dzieła mające umożliwić chrześcijańską interpretację tradycyjnych chińskich tekstów.
Działalność i poglądy Bouveta nie spodobały się jednak wielu duchownym. Francuscy jezuici, którzy nie zgadzali się z figurystami, sami zaczęli badać Księgę Przemian, dochodząc do zupełnie innych wniosków, które starali się jak najszerzej rozpropagować. Kilian Stumpf, jezuicki wizytator, oskarżył Bouveta przed cesarzem Kangxi o brak szacunku dla chińskiej historii i tradycji. Władca zdecydował wówczas, że Joachim powinien kontynuować swoje badania, ale sam, bez pomocy zwolenników. Cesarz miał wówczas wyrazić opinię, iż Bouvet jest jedynym znanym mu Europejczykiem, który w jakimś stopniu zrozumiał kulturę chińską i starał się ją zgłębić. Jezuita pozostawał u boku monarchy aż do jego śmierci. Między 1708 a 1715 rokiem brał udział w opracowywaniu map różnych prowincji należących do cesarstwa. Oprócz tego napisał kilka traktatów matematycznych i wspomnienia z pobytu w Chinach zatytułowane Portrait histoique de l'empereur de la Chine. Żadna z jego prac dotyczących figuryzmu nie została opublikowana za jego życia. W Europie uznano je bowiem za nienaukowe fantazje.